# ティガー・ムービー プーさんの贈りもの
『ティガー・ムービー プーさんの贈りもの』（原題：The Tigger Movie）は、2000年2月11日にアメリカにて公開されたアニメ映画である。
『くまのプーさん』シリーズの長編映画としては『くまのプーさん 完全保存版』以来23年ぶりとなる。また、初めてとなるプー以外のキャラクターにスポットを当てたアニメとなった。
日本では2000年7月15日に吹き替え版が公開。「プーさんの贈りもの」は日本語独自の副題で、英語にはない。上映時間は約77分。

## ストーリー
「100エーカーの森」一番のお調子者、ティガーが“家族”を探しに出かける物語。開始部分でティガーとナレーターが会話し、ティガーが物語の表題“Winnie the Pooh”を壊して“The Tigger Movie”と変える場面から始まる。場面は晩秋に設定されている。ティガーの持ち歌「ワンダフル・シング・アバウト・ティガー」をラップ音楽調で歌いながら、プーさん、ピグレット、カンガの家へいつもの調子で飛び込んで行くが、皆は冬越しの準備に忙しい。ある日、みんなのためにとっておきのジャンプを披露するも裏目に出てしまい、ついに森の皆から単刀直入に迷惑している事を告げられ、遂には「自分達はティガーではないのだから、ティガーと一緒に飛び跳ねる事はできない」と突き付けられ、ティガーはがっかりする。家に帰ると空っぽのハート形のロケットを発見し、自分にも家族がいるんだとオウルに相談すると家族の木の話を聞き、どこかに自分の家族の木があるに違いないと自分と対等な存在としての“家族”探し続ける。ティガーを誰よりも慕う小さな友達であるルーは仲間達を説得し、「家族からの手紙」をはじめとして、森の仲間たちが考えたアイデアはことごとく裏目に出てしまい、苦肉の策として自分達が家族のフリをして喜ばせようとするも、些細な事をきっかけにバレてしまう。ティガーはそれが以前に迷惑をかけた時の仕返しとしてからかったと勘違いしてしまい、怒って家族の木を探しに真冬の吹雪の中へと出て行ってしまう。仲間たちは心配してティガーを探しに行き、ティガーの手から吹き飛んだ「家族からの手紙」がルーのところへ…。後に森の仲間達こそが自分が捜し求めていた家族であることに気付き、仲間達と和解したティガーは家族のためにパーティとプレゼントを用意し、ティガーが大事に持っていたハート形のロケットは「大好きな弟」ルーに贈られ、そこには仲間全員の写真が入れられた。

## キャスト
| 役名                   | 原語版声優           | 日本語吹き替え              |
| ---------------------- | -------------------- | --------------------------- |
| ティガー               | ジム・カミングス     | 玄田哲章                    |
| プー                   | ジム・カミングス     | 八代駿                      |
| ルー                   | ニキータ・ホプキンス | 小倉裕大                    |
| ラビット               | ケン・サンソム       | 龍田直樹                    |
| ピグレット             | ジョン・フィードラー | 小宮山清                    |
| イーヨー               | ピーター・カレン     | 石田太郎                    |
| オウル                 | アンドレ・ストイカ   | 台詞：上田敏也 歌：福沢良一 |
| カンガ                 | キャス・スーシー     | 片岡富枝                    |
| クリストファー・ロビン | トム・アッテンボロー | 進藤一宏                    |
| ナレーター             | ジョン・ハート       | 青森伸                      |
| ハチ                   | フランク・ウェルカー | 原語版流用                  |
| カエル                 | フランク・ウェルカー | 原語版流用                  |

## 主題歌・挿入歌
「Your Heart Will Lead You Home」（ユア・ハート・ウィル・リード・ユー・ホーム）
ケニー・ロギンスによるエンディングテーマ。作詞・作曲はケニー・ロギンスシャーマン兄弟。
題名は「君の心が家へと導く」の意味。
挿入歌
ワンダフル・シング・アバウト・ティガー（The Wonderful Thing About Tiggers）
ティガーのいつもの持ち歌。本作ではラップ調で歌われる。
サムワン・ライク・ミー（Someone Like Me）
ティガーが自分のことを“ひとりぼっち”だと寂しがる歌。
ウープ・ディー・ドゥー・パー（Whoop-de-Dooper Bounce）
ティガーとルーの2人で歌う。
ララビー（Pooh's Lullabee）
プーさんの子守歌。
俺の家族（Round My Family Tree）
ティガーがはしゃぎながら歌う。本作品最大のスペクタクルとも言える。
ハウ・トゥ・ビー・ア・ティガー（How to Be a Tigger）
ルーの提案で、森の仲間たちがそれぞれ“ティガーのようになる”方法を考える歌。

## 作品解説
シリーズで初めてプー以外をスポットに充てた作品で、トラのティガーを主人公に、またティガーのことを思っているカンガルーの子供「ルー」がそれまでにない大活躍をする。原作ではティガー（トラー）は最も登場が遅いキャラクターで、カンガルーの家に住むことになっているので、最初からティガーとルーは“兄弟同然”の関係になっているが、ディズニーによるアニメ版この関係が初めて本格的に描写された。
プーは過去の作品に比べてティガーの事を快く思わず、ラビットや親友のピグレットとともに「みんな、ティガーじゃないから」と彼を突き放す場面があるなど珍しい一面も見せている。

### 製作
本作は過去にアメリカのABCテレビで放送された感謝祭向けのテレビスペシャルみんなの感謝祭を監督したジュン・ファルカンシュタインによって制作され、ファルカンシュタインにとっては初の長編映画作品となった。
制作は1998年4月に開始し、制作作業の半分以上はディズニーが当時日本に置いていたアニメスタジオ「ウォルト・ディズニー・アニメーション・ジャパン」（現：アンサー・スタジオ）によって行われた。
劇場版完全新作としては前作に当たる『プーさんとティガー』の最後でティガーがもう跳ねないことを約束させられるシーンからインスピレーションを得て、ティガーのさまざまな感情を表す、充実したストーリーを作り上げた。

### キャスティング
当初、ティガー役はこれまでと同様にポール・ウィンチェルを配役する予定であったが、1998年の春に行われたレコーディングで声がかすれているとして、降板させられた。後任として、過去にも代役でティガーを演じたことがあるプー役のジム・カミングスが兼任することとなった。このことを知ったウォルト・ディズニー・イマジニアリングは、マジック・キングダムに新たにオープンするアトラクション『プーさんの冒険』にティガー役としてウィンチェルをオファー。ウィンチェルにとってはこれが遺作となった。

### 音楽
挿入歌の作曲は『ベッドかざりとほうき』（1971年）以来約30年ぶりとなるシャーマン兄弟が起用された。元々はOVAとして企画されていた本作だが、兄弟が作曲したデモ版音源を聞いたディズニーCEO（当時）のマイケル・アイズナーが絶賛し、劇場用映画として公開することに決定した。
劇伴はハリー・グレッグソン＝ウィリアムズを中心に、その他クラウス・バデルトとスティーブ・ジャブロンスキーが追加音楽を担当し、ニック・グレニー＝スミスが指揮を担当した。
エンディングテーマ「Your Heart Will Lead You Home」は歌唱を担当したケニー・ロギンスとシャーマン兄弟の共同で制作された。リチャード・シャーマンはこの曲を「映画の歌ではなく、映画についての歌」と表現した。

## スタッフ
- 監督・脚本 - ジュン・ファルカンシュタイン（英語版）
- 製作 - シェリル・アボット
- 原案 - エディ・ガゼリアン
- 音楽 - ハリー・グレッグソン＝ウィリアムズ、クラウス・バデルト、スティーブ・ジャブロンスキー
- 美術監督 - トビー・ブラス

### 日本語版スタッフ
- 翻訳 - 佐藤恵子（字幕・吹替兼任）
- 日本語訳詞 - 片桐和子、佐藤恵子

## 公開
前述の通り、マイケル・アイズナーCEOの意向により急遽OVAから劇場用映画へと昇格した経緯を持つ。因みに、同時期には『トイ・ストーリー2』（1999年）や『ピーター・パン2 ネバーランドの秘密』（2002年）なども同様の経緯で劇場公開へと至っている。

### 公開日
2000年2月6日にエル・キャピタン劇場でプレミアが行われた、2月11日に全米で劇場公開され、映画は23週間上映された。
日本では、日本語吹き替え版が同年7月15日に公開された。

## 評価

### 興行収入
この映画は公開週末に全米興行収入第4位となり、940万ドルを売り上げた。興行的には成功し、米国とカナダで45,554,533ドル、海外でさらに50,605,267ドルを稼ぎ、全世界での興行収入は96,159,800ドルとなった。

### 批評家の反応
レビューサイトのRotten Tomatoesではは、批評家の63%が72件のレビューで5.9の評価でこの映画に好意的なレビューを与えたと報告した。同サイトのレビューでは「『ティガー・ムービー』は最近の他のアニメ映画のような技術的な派手さや大人向けの洗練さには欠けるかもしれないが、楽しくて魅力的だ」と評価された。
Metacriticでは、この映画は23人の批評家による加重平均スコア100点満点中53点で、「賛否両論または平均的なレビュー」を示している。
CinemaScoreによる観客の投票では、この映画の平均評価はA+からFのスケールで「A」だった。
映画雑誌『エンパイア』のウィリアム・トーマスは、この映画に4つ星のうち3つを与え、「確かにこの映画の単調なプロットは11歳以上の人からすると退屈かもしれないが、この毛むくじゃらのやつが決して一人で跳ね回らないようにするための、思春期前の前提条件が十分に含まれていることは確かである」と述べた。
コモンセンスメディアは、この映画に5つ星のうち3つを与え、「ティガーの跳ね回る冒険は、より若い視聴者にアピールするだろう」と述べた。

### 受賞・ノミネート
| 賞                                       | 部門                           | 対象                                                | 結果       | 出典   |
| ---------------------------------------- | ------------------------------ | --------------------------------------------------- | ---------- | ------ |
| 第28回アニー賞                           | 映画監督賞                     | ジュン・ファルカンシュタイン                        | ノミネート | [ 14 ] |
| 第28回アニー賞                           | 長編作品声優賞                 | ニキータ・ホプキンス                                | ノミネート | [ 14 ] |
| 第28回アニー賞                           | 長編作品音楽賞                 | シャーマン兄弟「俺の家族」 （Round My Family Tree） | ノミネート | [ 14 ] |
| ラスベガス映画批評家協会賞               | 最優秀ファミリー映画賞         | ジュン・ファルカンシュタイン シェリル・アボット     | ノミネート |        |
| ゴールデン・トマト賞2011                 | 最優秀アニメーション映画       | 本作                                                | 4位        |        |
| オッペンハイム・トイ・ポートフォリオ2001 | 最優秀長編アニメーション映画賞 | ジュン・ファルカンシュタイン                        | ノミネート | [ 15 ] |